# Alfredo De los Santos
Alfredo De los Santos (* 12. Februar 1956) ist ein ehemaliger uruguayischer Fußballspieler.

## Karriere

### Verein
Defensivakteur De los Santos stand von 1974 bis 1979 in Reihen Nacional Montevideos. In der Spielzeit 1977 gewann sein Verein die Uruguayische Meisterschaft in der Primera División. Von 1979 bis 1982 gehörte er dem Kader des CA River Plate an. In diesem Zeitraum triumphierte sein Verein 1979 und 1980 im Torneo Metropolitana und 1979 und 1981 im Torneo Nacional. Weitere Karrierestationen waren 1983 der Club Atlético Defensor, 1984 abermals CA River Plate und von 1985 bis 1986 der Barcelona Sporting Club in Ecuador.

### Nationalmannschaft
De los Santos gehörte der uruguayischen U-20-Nationalmannschaft an, die 1975 an der Junioren-Südamerikameisterschaft in Peru teilnahm und den Titel gewann. Im Verlaufe des Turniers wurde er von Trainer Walter Brienza in sechs Spielen eingesetzt. Einen Treffer erzielte er nicht. Er war auch Mitglied der A-Nationalmannschaft Uruguays, für die er zwischen dem 21. September 1975 und dem 26. September 1983 25 Länderspiele absolvierte. Ein Länderspieltor schoss er nicht. Mit der Celeste nahm er unter Trainer Juan Alberto Schiaffino an der Copa América 1975 und unter Omar Borrás an der Copa América 1983 teil. 1983 gewann er dabei mit Uruguay den Titel. 1977 siegte er mit Uruguay überdies bei der Copa Artigas. Ebenfalls bei der Copa del Atlántico 1976 und im Rahmen der Qualifikation für die Weltmeisterschaft 1978 kam er zum Zug.

### Erfolge
- Uruguayischer Meister: 1977
- Argentinischer Meister: Metropolitana 1979, Nacional 1979, Metropolitana 1980, Nacional 1981
- Copa América: 1983
- U-20-Südamerikameister: 1975
- Copa Artigas: 1977